# Article 24 de la Constitution de la Cinquième République française
Article 23 Article 25
L'article 24 de la Constitution française du 4 octobre 1958 définit la nature bicamérale et le rôle du Parlement français.

## Contenu

### Rédaction actuelle
« Le Parlement vote la loi. Il contrôle l’action du Gouvernement. Il évalue les politiques publiques.

Il comprend l’Assemblée nationale et le Sénat.
Les députés à l’Assemblée nationale, dont le nombre ne peut excéder cinq cent soixante-dix-sept, sont élus au suffrage direct.
Le Sénat, dont le nombre de membres ne peut excéder trois cent quarante-huit, est élu au suffrage indirect. Il assure la représentation des collectivités territoriales de la République.

Les Français établis hors de France sont représentés à l’Assemblée nationale et au Sénat. »
— Article 24 de la Constitution

### Rédaction ancienne
Avant la révision constitutionnelle du 23 juillet 2008, cet article était ainsi rédigé :
« Le Parlement comprend l'Assemblée Nationale et le Sénat.

Les députés à l'Assemblée Nationale sont élus au suffrage direct.

Le Sénat est élu au suffrage indirect. Il assure la représentation des collectivités territoriales de la République. Les Français établis hors de France sont représentés au Sénat. »
— Article 24, rédaction d'origine

## Modification
La modification due à la révision constitutionnelle de 2008 a eu plusieurs effets, symboliques et pratiques. 
Premièrement, elle a clarifié le rôle du Parlement, qui auparavant n'était pas écrit. Notamment, un rôle de contrôle du gouvernement et d'évaluation des politiques publiques lui est désormais reconnu explicitement. Ces missions étaient auparavant définies à l'article 34. Le constitutionnaliste Guy Carcassonne analyse le premier alinéa comme bancal : la loi peut ne pas être votée par le Parlement, dans le cas où la loi est votée par référendum, ou lorsque la seule Assemblée nationale est invitée à statuer définitivement. 
Ensuite, elle a fixé un nombre maximal de membres pour chacune des deux assemblées, le nombre effectif étant défini par une loi organique conformément à l'article 25 de la Constitution. 
Enfin, elle a étendu à l'Assemblée nationale le principe d'une représentation des Français établis hors de France, déjà prévu pour le Sénat.